# Povidonjodium
Povidonjodium (ook: povidonjood, povidon-jood en polyvinylpyrrolidon-joodcomplex) is een vorm van jood, waarbij dat element zich bevindt in een lange keten van vele polyvinylpyrrolidon-ringen. Daarbij wordt gemiddeld 1 op de 20 plekken tussen de ringen ingenomen door een jodiumatoom. De stof kan worden opgelost in water (in tegenstelling tot jodium, dat wel in ethanol oplosbaar is). Het middel prikt niet zoals het voorheen gebruikelijke joodtinctuur.
In het water komt het jodium vrij en heeft het een desinfecterende en snelle en lang aanhoudende microbicide werking. Dit is een farmacodynamische eigenschap van povidonjood. Povidonjood is onder de merknamen Betadine, Braunol, iso-Betadine en Betadermyl in de handel.

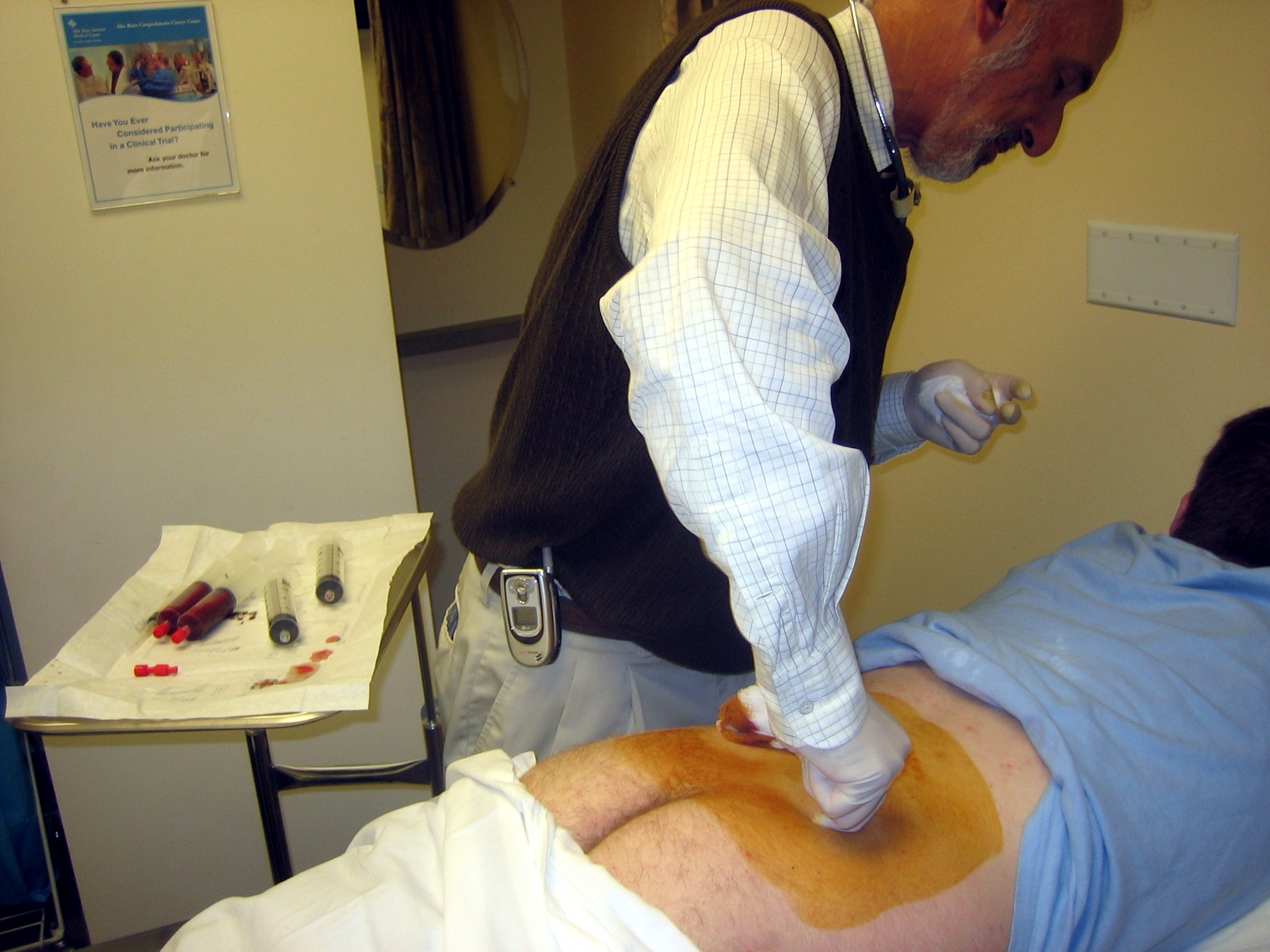
Met povidonjodium gedesinfecteerde rug tijdens een beenmergdonatie

De stof is opgenomen in de lijst van essentiële geneesmiddelen van de WHO.